# 리창호 (군인)

리창호(李OO, ? ~ )은 조선민주주의인민공화국의 군인으로 조선인민군 총참모부 정찰총국장 겸 조선로동당 중앙위원회 후보위원이다.

## 생애
당 중앙위 8기 5차 전원회의 확대회의에서 조선인민군 총참모부 정찰총국장으로 임명되었다. 현재 조선인민군 육군 중장 계급이다.